# Yediot Aharonot
Yediot Aharonot (en hebreu: ידיעות אחרונות) (en català: Últimes Notícies) és un diari en hebreu i el de més circulació d'Israel. La mateixa empresa és propietària del web més popular d'Israel, Ynet, que també té versions en àrab, anglès i castellà.
Va ser fundat el 1939 per Nachum Komarov i poc després fou comprat per Yehuda Moses, el fill del qual, Noah Moses, fou el seu primer director.
El 1948, degut a desacords amb alguns dels empleats, una part d'ells liderada per l'editor Azriel Carlebach va marxar i van començar un altre periòdic, Maariv. Herzl Rosenblum va reemplaçar Carlebach. Al present (2005), el diari és dirigit per Arnon Moses, fill de Noah Moses, i el seu editor en cap és Moshe Vardi, fill de Herzl Rosenblum.
Yediot Aharonot dona espai a les seves planes a un ample ventall d'opinions tant de comentaristes de dreta com d'esquerres.
El diari és propietat del Yedioth Ahronoth Group, que també controla diversos altres mitjans de comunicació a Israel, incloent-hi canals de televisió, diverses publicacions locals en hebreu, rus i àrab, el diari en rus Vesti, revistes, i altres companyies no relacionades amb la comunicació. Arran d'això, el 1996 i un altre cop el 1999 el govern israelià va declarar el periòdic un monopoli.